# Rodolphe d’Erlanger
Rodolphe d’Erlanger (* 7. Juni 1872 in Boulogne-Billancourt, Frankreich; † 29. Oktober 1932 in Tunis, Französisches Protektorat Tunesien), ursprünglich Rudolf Franz Freiherr von Erlanger, war ein in Frankreich geborener, später in England und Tunesien lebender anglo-französischer Maler, Musikwissenschaftler und Orientalist. Deutsch-amerikanischer Abstammung, nahm er 1894 die britische Staatsangehörigkeit an.

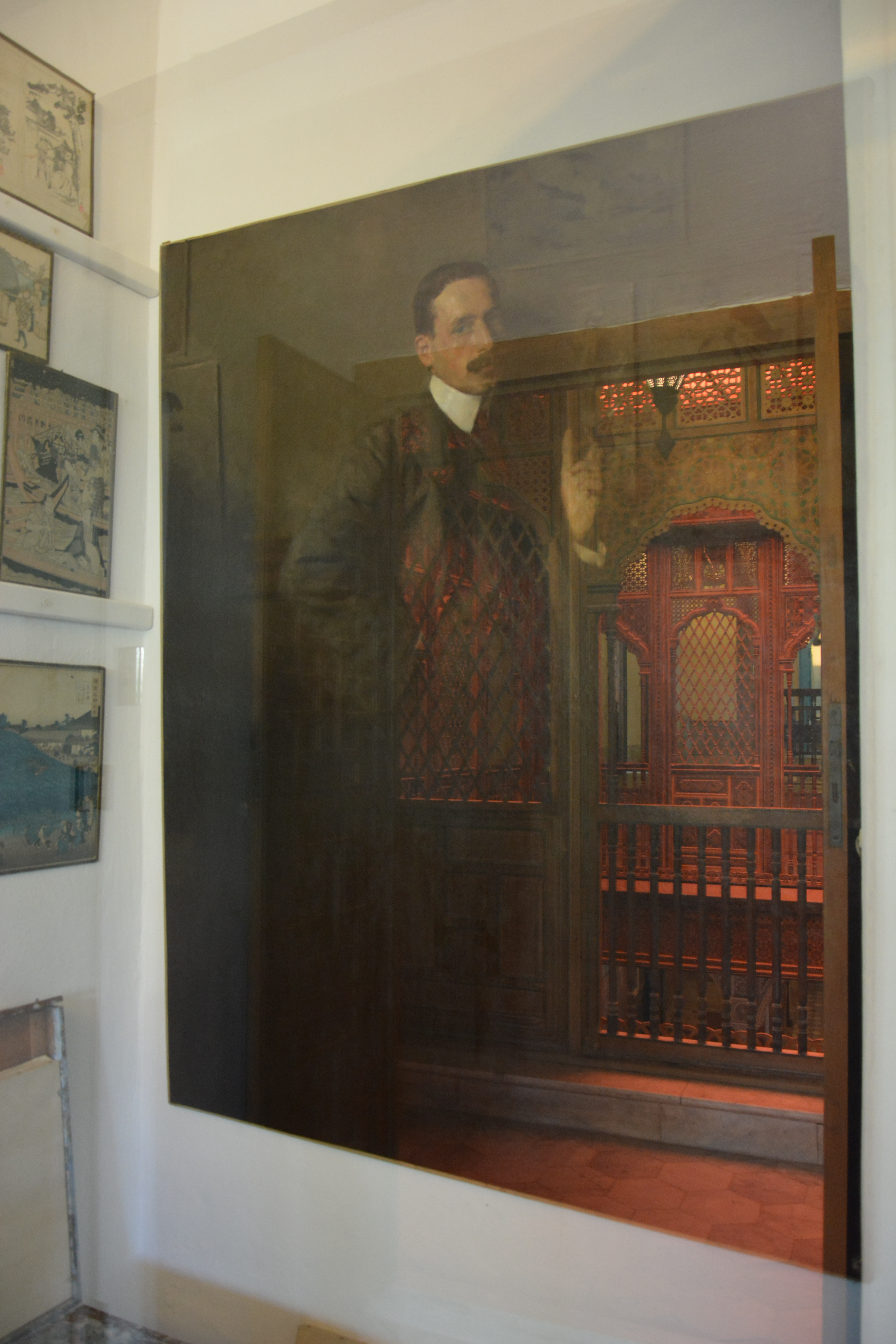
Selbstbildnis

## Herkunft
Sein Großvater Raphael Freiherr von Erlanger gründete in Frankfurt am Main 1848 das schnell erfolgreiche Bankhaus Erlanger & Söhne, später unter der Mitarbeiter seiner vier Söhne.
Sein Vater Frédéric Emile Baron von Erlanger (1832–1911) baute die Pariser Filiale so erfolgreich aus, dass sie eine selbstständige Bank von Weltformat wurde. Er wurde unter anderem zu einem bedeutenden Finanzier des Eisenbahnbaus. Er heiratete die Amerikanerin Marguerite Mathilde Slidell (1842–1927).
Rodolphe d’Erlanger hatte drei Brüder. Der älteste war der Naturwissenschaftler Professor Dr. phil. Raphael Baron Slidell von Erlanger.
Der zweitälteste Bruder Emile Beaumont Baron d’Erlanger (1866–1939) war der eigentliche Bankier, Musiker, Musikliebhaber und Förderer der Künste. Von seinem Vater wurde er mit dem Vorsitz der Eisenbahngesellschaften des Nordens betraut. Auch finanzierte er die Channel Tunnel Company (der Vorgänger von Eurotunnel) und mietete unter anderem bereits um 1890 einige Hallen für erste Bauuntersuchungen an. Er verlegte den Schwerpunkt des Pariser Bankhaus Erlanger nach London, wo er 1891 die britische Staatsbürgerschaft erwarb und sich zudem seinen Titel Baron (Freiherr) bestätigen ließ. Seine Ehefrau Rose Marie Antoinette d’Erlanger genannt Kate war eine geborene Catherine de Robert d’Aqueria de Rochegude (* 30. August 1874; † 1959). Sie wohnten unter anderem in Falconwood, in der Nähe von Shooters Hill, im Südosten von Groß-London, meist aber im ehemaligen Haus von Lord Byron in Rutland Gate, einer Straße in der Gegend von London Kensington, direkt an Knightsbridge. Noch auf ihrem Wohnsitz in Beverly Hills sah sie sich als Patronin der Ballets Russes unter Sergej Djagilew.
Sein drittältester Bruder Frédéric A. Baron d’Erlanger begann bereits in seiner Jugend in seiner französischen Geburtsstadt mit seinen musikalischen Studien und wurde ein anerkannter Komponist. Daneben arbeitete er auch als Bankier in Paris, später in London.

## Ausbildung
Rodolphe d’Erlanger musste als jüngster Sohn nicht wie seine Brüder eine Ausbildung als Bankier absolvieren, sondern entwickelte schon früh ausgeprägte Neigungen zur Malerei. So studierte er in seiner Jugend an der Akademie Julian in Paris unter der Leitung von Jules-Joseph Lefebvre und Tony Robert-Fleury und begann eine Karriere als Maler zwischen den Themen Orientalistik und Landschaft.

## Familie und Karriere
Am 19. Juni 1897 heiratete er in London, wie seine beiden ältesten Brüder, in europäischen Adel ein. Seine Ehefrau Maria Elisabetta Cleofee Scolastica Contessa Barbiellini-Amidei (* 14. Oktober 1875 Rom) stammte von zwei alten italienischen einflussreichen Adelsgeschlechtern ab. Sie war die Tochter des Grafen Francesco Barbiellini-Amidei aus Perugia und der Amerikanerin Harriet Lewis, geboren in New London, Connecticut. Das junge Paar pendelte zwischen ihrem Wohnsitz in Middlesex, England, und dem prunkvollen Wohnhaus der Familie in Paris.
Am 2. Juli 1898 wird in London der älteste Sohn Leo Frédéric Alfred Baron d’Erlanger geboren. Da sein Großvater Graf Barbiellini-Amidei Kammerherr von Papst Leo XIII. gewesen war, wurde dieser Namensgeber und sogar Pate dieses Kindes. Rodolphe d’Erlanger malte Landschaften, Porträts, Szenen und Straße von Paris und Deauville, Italien, England, Ägypten und vor allem in Tunesien, seit 1882/83 französisches Protektorat, das er für sich entdeckte.
Das Bankhaus Erlanger & Söhne war in den Wirtschaftsskandal in der zweiten Hälfte des 19. Jahrhunderts involviert, als zwischen 1860 und 1866 die damals in Tunesien herrschenden Husainiden mit ihren Beys von Tunis und dem korrupten Ministerpräsidenten Mustapha Khaznadar von europäischen Banken, unter anderem auch vom Bankhaus Erlanger & Söhne, zwei Darlehen in Gesamthöhe von 24 Millionen Franken aufnahmen. Diese Darlehen stiegen durch Hebelwirkungen, wie Provisionen und Zins- und Schadenersatzansprüche etc., innerhalb von nur vier Jahren auf 125 Millionen Franken. Da der tunesische Staat den Staatsbankrott erklärte und sich unter internationaler Finanzaufsicht begeben musste, beschloss Frankreich zur Sicherung auch seiner algerischen Interessen die militärische Besetzung und die Errichtung eines Protektorates, das bis lange nach Ende des Zweiten Weltkriegs fortbestand. Aus dieser Zeit ist der Liegenschaftserwerb seines Vaters Frédéric Emile Baron d’Erlanger (1832–1911) zu sehen. Er „kaufte“ dem Beys von Tunis den kompletten Besitz seiner Ländereien ab und sandte seinen Sohn Rodolphe vor Ort, um den Ankauf genauer zu inspizieren.
Da dieser nicht an Bankgeschäften interessiert war und ihm Landschaft und Kultur, auch wegen seiner angegriffenen Gesundheit – insbesondere seine Lungen- bzw. Bronchienkrankheit – gefielen und ihm sein Vater die Immobilien schenkte, beschloss er dort zu bleiben.

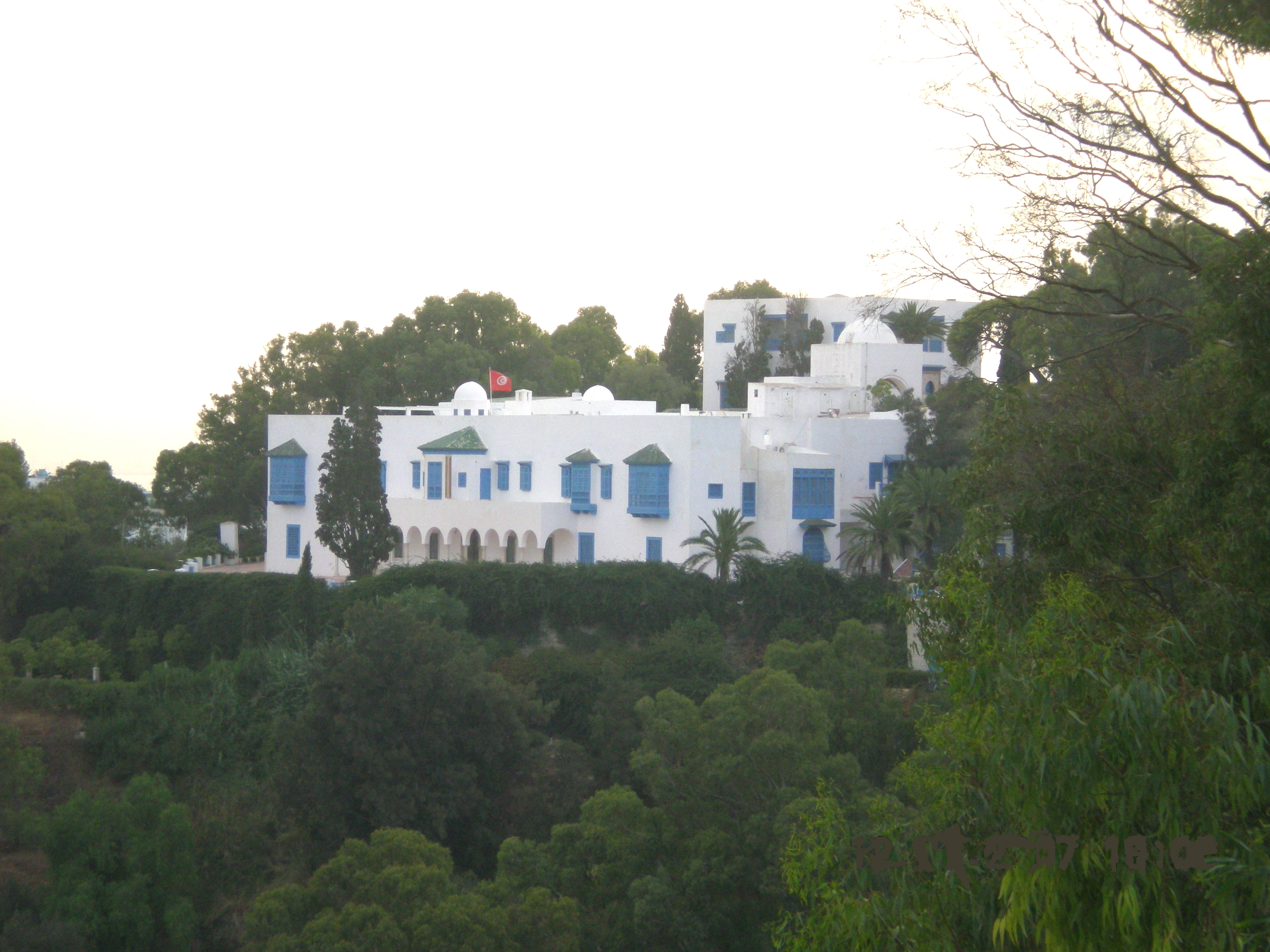
Erlangers Palast Ennejma Ezzahra in Sidi Bou Saïd, Tunis

Sidi Bou Saïd, ein Dorf etwa 20 km nordöstlich von Tunis im Norden von Tunesien am Felsen von Karthago am Golf von Tunis, hatte ihn besonders verzückt. Er ließ sich in dem damaligen Fischerdorf nieder, ließ dort von 1912 bis 1922 einen inzwischen berühmten Palast im maurischen Stil namens Ennejma Ezzahra („Stern der Venus“) erbauen und erwirkte, dass das Dorf unter Denkmalschutz gestellt wurde. Alle Neubauten mussten fortan im gleichen andalusischen Stil der weißen, kubischen Häuser mit blauen Holzveranden, Fenstergittern und Nageltüren gebaut werden. Als Musikliebhaber öffnete er seine Türen für Künstler, indem er Zusammenkünfte und Abende organisierte, wo Kunst, Musik und Literatur sich mischten. Zu den Künstlern gehörten auch die deutschen Maler August Macke und Paul Klee während ihrer Tunisreise im Jahr 1914. Nach seinem Tod im Jahre 1932 vererbte von Erlanger dem Land Tunesien sein Kulturgut und machte damit den Palast Ennejma Ezzahra zum Zentrum für arabische und andere Musikstile des Mittelmeers.

## Bedeutung für die Musikethnologie der arabischen Musik
Die musikwissenschaftliche Leistung von Erlangers besteht in dem von ihm begründeten Projekt der Erfassung und schriftlichen Fixierung der Geschichte und des Repertoires der arabischen Musik unter dem Titel „La musique arabe“ sowie der Übersetzung dieser Beschreibungen ins Französische. Dank seiner Partner, vor allem seines Sekretärs Manoubi Snoussi, des Musikwissenschaftlers Henry George Farmer, des Orientalisten Bernard Carra de Vaux, des Syrers Ali Darwish und des Tunesiers Ahmed El-Wafi, entstand so ein heute noch richtungsweisendes sechsbändiges Werk über die klassische arabische Musik. Nur bei der Fertigstellung des ersten Bandes 1930 war Rodolphe d’Erlanger noch am Leben. Die anderen Bände erschienen nach seinem Tode, der abschließende sechste Band sogar erst 1959. Das Werk gilt heute noch als eine wertvolle Informationsquelle für Musiker und Wissenschaftler und wurde 2001 in Zusammenarbeit mit dem Institut du Monde Arabe neu verlegt. Außerdem veranlasste er Tonaufnahmen arabischer bzw. nordafrikanischer Musikaufführungen.
Anfang der 30er Jahre beauftragte ihn der ägyptische König Fu'ād I. von Ägypten mit der Organisation eines ersten Kongresses für arabische Musik vom 28. März bis 3. April 1932 in Kairo, zu dem neben zahlreichen Musikensembles aus Nordafrika und dem Nahen Osten auch Musikwissenschaftler und westliche Musiker wie Béla Bartók und Paul Hindemith eingeladen wurden. Er selbst konnte aus gesundheitlichen Gründen nicht mehr am Symposium teilnehmen und verstarb am 29. Oktober desselben Jahres.

## Ausgaben
- La musique arabe. Baron d'Rodolphe Erlanger; Christian Poché (ed.), Paris: P. Geuthner: Institut du monde arabe, 2001, ISBN 2-7053-3684-2 (Reprint. Ursprünglich veröffentlicht: Paris: Geuthner, 1930 ff. Auf Französisch; einige Liedtexte in Arabisch mit französischen Übersetzungen.) Digitalisate der Bände 1, 2, 3, 5
  - Band 1: Al-Farabi, Grand traité de la musique (Kitabu l-Musiqi al-Kabir), livres 1 et 2
  - Band 2: Al-Farabi, Grand traité de la musique, livre 3 et Avicenne, Mathématiques (Kitabu s-sifa')
  - Band 3: Safi ad-Din al-Urmawi, Épître à Sarafu d-Din (As-Sarafiyyah) et Livre des cycles musicaux (Kitab al-adwar)
  - Band 4: Traité anonyme du XVe siècle et Al-Ladhiqi, Traité al-Fathiyah
  - Band 5: Essai de codification des règles usuelles de la musique arabe moderne
  - Band 6: Essai de codification des règles usuelles de la musique arabe moderne (suite): Système rythmique et formes de composition.